# Smaragd von Saint-Mihiel
Smaragd von Saint-Mihiel (* 2. Hälfte 8. Jahrhundert; † 29. Oktober um 830), Mönch, Schulleiter und schließlich Abt, wirkte zur Zeit Karls des Großen und Ludwigs des Frommen als Exeget, Grammatiker und paränetischer (ethisch-ermahnender) Schriftsteller. Er ist heute vor allem bekannt als Verfasser des ersten karolingischen Fürstenspiegels Via Regia (Königsweg).

## Leben und Werk
Smaragd ist in der 2. Hälfte des 8. Jahrhunderts geboren und stammt wahrscheinlich aus Spanien oder dem an Spanien orientierten Gebiet des südlichen Frankenreichs, vielleicht als Abkomme einer vornehmen westgotischen Familie aus Septimanien. Schon als Leiter einer Klosterschule hatte er Kontakt mit dem Aachener Hof Karls des Großen. In Karls letzten Regierungsjahren wurde er zum Abt des Klosters Saint-Mihiel bei Verdun ernannt (das bis in die neuere Zeit in der Forschung dafür genannte Datum 805 trifft nicht zu, beruht auf Irrtümern in der Geschichtsschreibung des 18. Jahrhunderts; mit einiger Wahrscheinlichkeit kann man um 812 annehmen). 809/10 bittet Karl der Große Smaragd nebst Theodulf von Orléans um ein Gutachten in der theologisch und politisch wichtigen Frage des Filioque (Dreifaltigkeitslehre, die eine der Gründe für die Trennung zwischen östlich-orthodoxer und westlich-katholischer Christenheit bildete). Hier gab Kaiser Karl aber dem Gutachten des Arn von Salzburg den Vorzug.
Smaragd unterstützte die Bestrebungen der monastischen Reformer um Benedikt von Aniane, welcher 816, mit Hilfe Ludwig des Frommen, alle Klöster im Frankenreich der strengen norma rectidudinis (Norm der Richtigkeit) unterordnen wollte. Die große kirchliche Reformsynode von 816 in Aachen wurde wohl von ihm mit vorbereitet, seine Teilnahme ist gesichert. Auf dieser Linie verfasste er auch 816/817 einen Kommentar zur Benediktsregel. Die engen Verbindungen zu Ludwig dem Frommen verschafften ihm 816, 824 und 826 fünf Urkunden für sein Kloster Saint-Mihiel. Wohl im Zuge der Reformen verlegte er zwischen 816 und 824 sein Kloster Saint-Mihiel vom Bergort Castellion in das Tal nach Godinécourt.
Smaragd schrieb zwei Kommentare zu biblischen Texten: einen (bisher unveröffentlichten) Kommentar zu den Psalmen und – als sein umfangreichstes Werk – die sog. Expositio libri comitis, Auslegungen zu den Perikopen des Kirchenjahres (einschließlich der Episteln), beides mit Kompilationen aus der älteren theologischen Literatur. Sein heute bekanntestes Werk ist der Fürstenspiegel Via regia (Königsweg). Die Meinungen über Abfassungszeit und Adressat gehen in der Forschung auseinander. Hauptpositionen: zwischen 811 und 814 für Karls Sohn Ludwig den Frommen, zu dieser Zeit noch Unterkönig von Aquitanien; um 810 für Karl selbst (dass dieser damals bereits in höherem Alter stand, spricht nicht dagegen, wie die Vergleichsbeispiele bei anderen älteren Fürstenspiegeln zeigen). Diese Schrift ist der erste erhaltene vollständig ausgeführte Fürstenspiegel im lateinischen Westen. Sie ist einfach aufgebaut; die Zahl von 36 Kapiteln (so in den Handschriften) weist als Potenzierung der 6, einer Zahl der Vollkommenheit, zugleich auf das erstrebte Ziel. Dabei entsprechen die Lehren zum größeren Teil dem für alle Christen geltenden Moralfundus. Bezeichnend dafür ist sicher, dass nach den Worten des Prologs schon die (allen Christen gemeinsame) Salbung bei der Taufe als eine Salbung für das Königtum gedeutet wird. Demgemäß sind dann die dem König zugewiesenen Pflichten nur gelegentlich von den Christenpflichten eines Mönchs zu unterscheiden; und ganze Passagen des Textes finden sich in Smaragds wenig später entstandenem Werk Diadema monachorum (Mönchskrone, eine Art Mönchspiegel) wieder. Als eine Hauptquelle erscheint die Bibel. Daneben wird ausgiebig aus den theologisch-moralischen Schriften der Kirchenväter sowie namhafter Autoren des frühen Mittelalters zitiert, wobei die Texte in der Regel aus bereits vorhandenen Florilegien entnommen sind. Als Vorbilder für den König werden in der Via regia vor allem David, außerdem Salomo und Ijob genannt. Dass trotz aller Harmonievorstellungen im Bezug auf Kirche und Reich der König sich durch die Freilassung der Sklaven (servi), primär der Kriegsgefangenen, als erlöster Christ bewähren soll, bezeugt das für die Zeitumstände kritische Potential von Teilen der christlichen Traditionen.
Smaragds originellstes Werk ist sein Kommentar zur Grammatik des spätantiken Autors Donat. Er schrieb es noch vor seiner Abtszeit. Wohl von Priscian beeinflusst, versucht er darin die lateinische Sprache durch Analogien weiterzubilden.

## Schriften
- Smaragdi Abbatis Monasterii sancti Michaelis Virdunensis Opera omnia = Migne: Patrologiae cursus completus. Series Latina. Bd. 102.
- Smaragdi Abbatis Expositio in Regulam S. Benedicti. Ed. Alfred Spannagel - Pius Engelbert, ISBN 387710060 0  Siegburg 1974 (Corpus Consuetudinum monasticarum 8).
- Diadema monachorum (Msc.Patr.135) als Digitalisat aus der Handschriftensammlung der Staatsbibliothek Bamberg

## Übersetzungen
- Katarina Hauschild, Smaragdus von Saint-Mihiel. Prolog des Kommentars zur Benediktusregel. ISBN 978-3-8306-7421-4. St. Ottilien: Eos Verlag 2010.
- Christian Schütz, Smaragdus von St-Michiel. Das Diadem der Mönche. ISBN 978-3-8306-7368-2. St. Otilien: Eos Verlag 2009.